# Straßen und Plätze in Ludwigshafen am Rhein/I

## Ifflandstraße
67071 Ludwigshafen-Oggersheim
August Wilhelm Iffland war ein berühmter Schauspieler, Intendant und Dramatiker.
Die Ifflandstraße steht im Zusammenhang mit anderen Straßen in Oggersheim, die sich auf Friedrich Schiller und sein Werk beziehen.

## Iggelheimer Weg
67071 Ludwigshafen
Iggelheim ist ein Ort im Rhein-Pfalz-Kreis.

## Ilbesheimer Weg
67067 Ludwigshafen
Ilbesheim ist der Name folgender Orte: Ilbesheim (Donnersbergkreis) und Ilbesheim bei Landau im Landkreis Südliche Weinstraße.

## Im Hauptbahnhof
67059 Ludwigshafen-Mitte

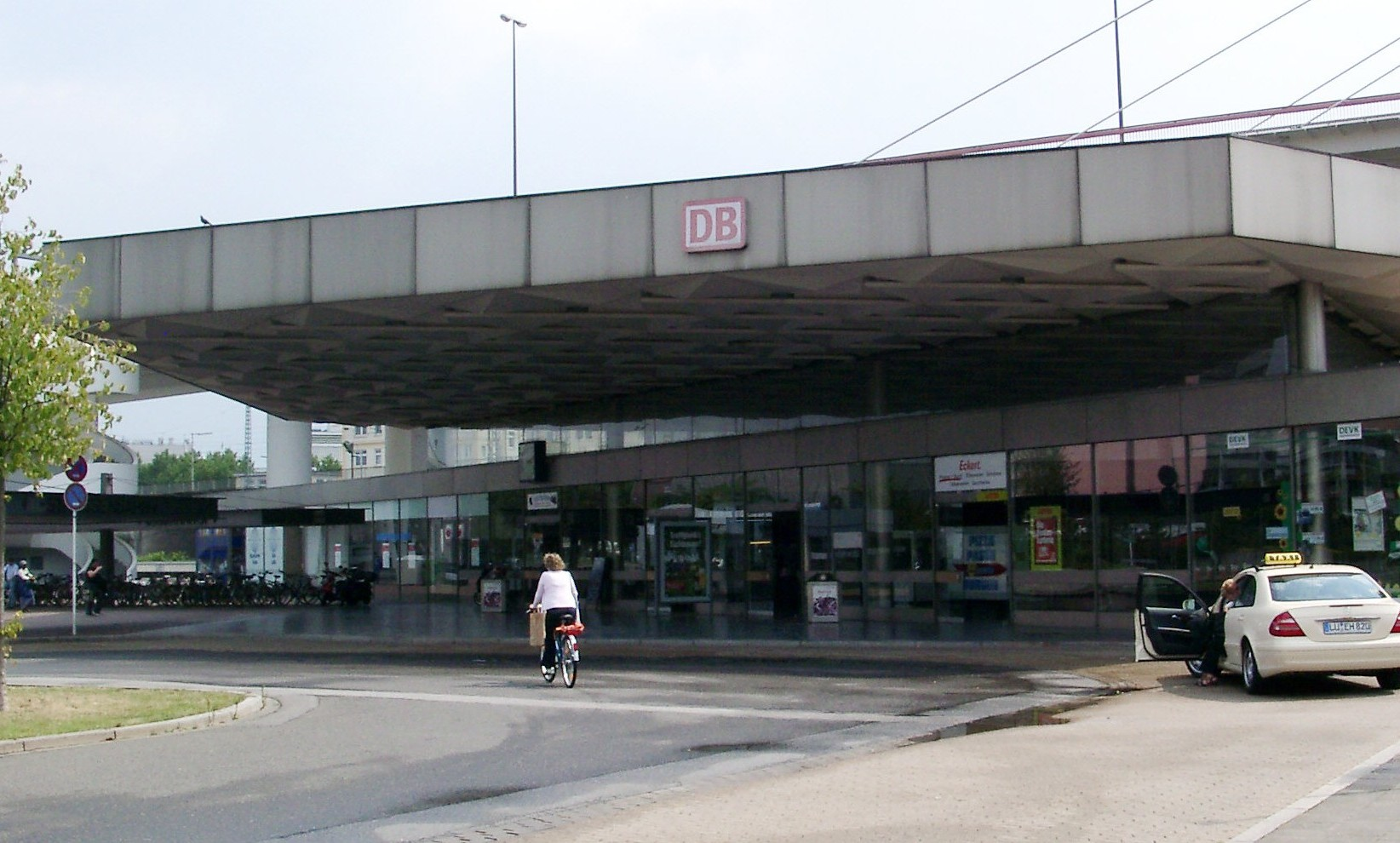
Ludwigshafen Hauptbahnhof

Dem Hauptbahnhof, 1969 als „modernster Bahnhof Europas“ eingeweiht, macht seit Dezember 2003 der Haltepunkt LU-Mitte Konkurrenz. Vorgänger des Hauptbahnhofs war der alte Kopfbahnhof aus Zeiten der Pfalzbahngründung. Er zwang alle durchgehenden Züge zum Fahrtrichtungs- und Lokomotivwechsel und erwies sich immer mehr als verkehrliches und betriebliches Hemmnis.
Über den gesamten Bahnhofskomplex führt über eine Pylonbrücke die Bundesstraße 37.

## Im Kappes
67065 Ludwigshafen-Rheingönheim

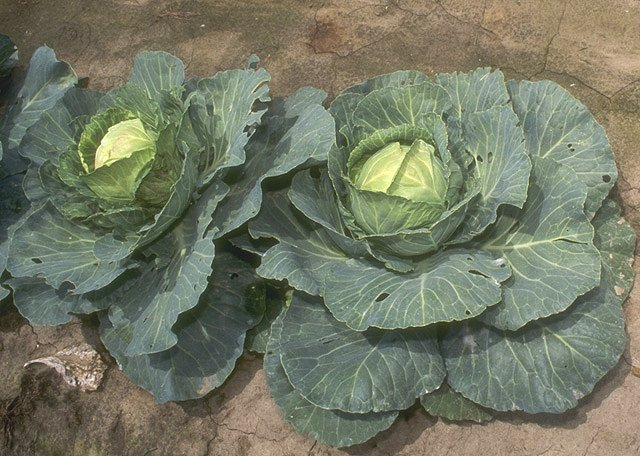
Kappes

Kappes ist ein anderes Wort für Weißkohl (Brassica oleracea var. capitata f. alba) oder Weißkraut, ist ein Gemüse, das vor allem im Herbst und Winter Saison hat. Das Wort „Kappes“ ist über die Form „caputium“ aus dem lateinischen „caput“, der Kopf, entstanden und gilt als Synonym für Unsinn. 
Die Straße ist eine Verlängerung der Limesstraße im Süden von Rheingönheim.

## Im Zollhof
67061 Ludwigshafen-Mitte

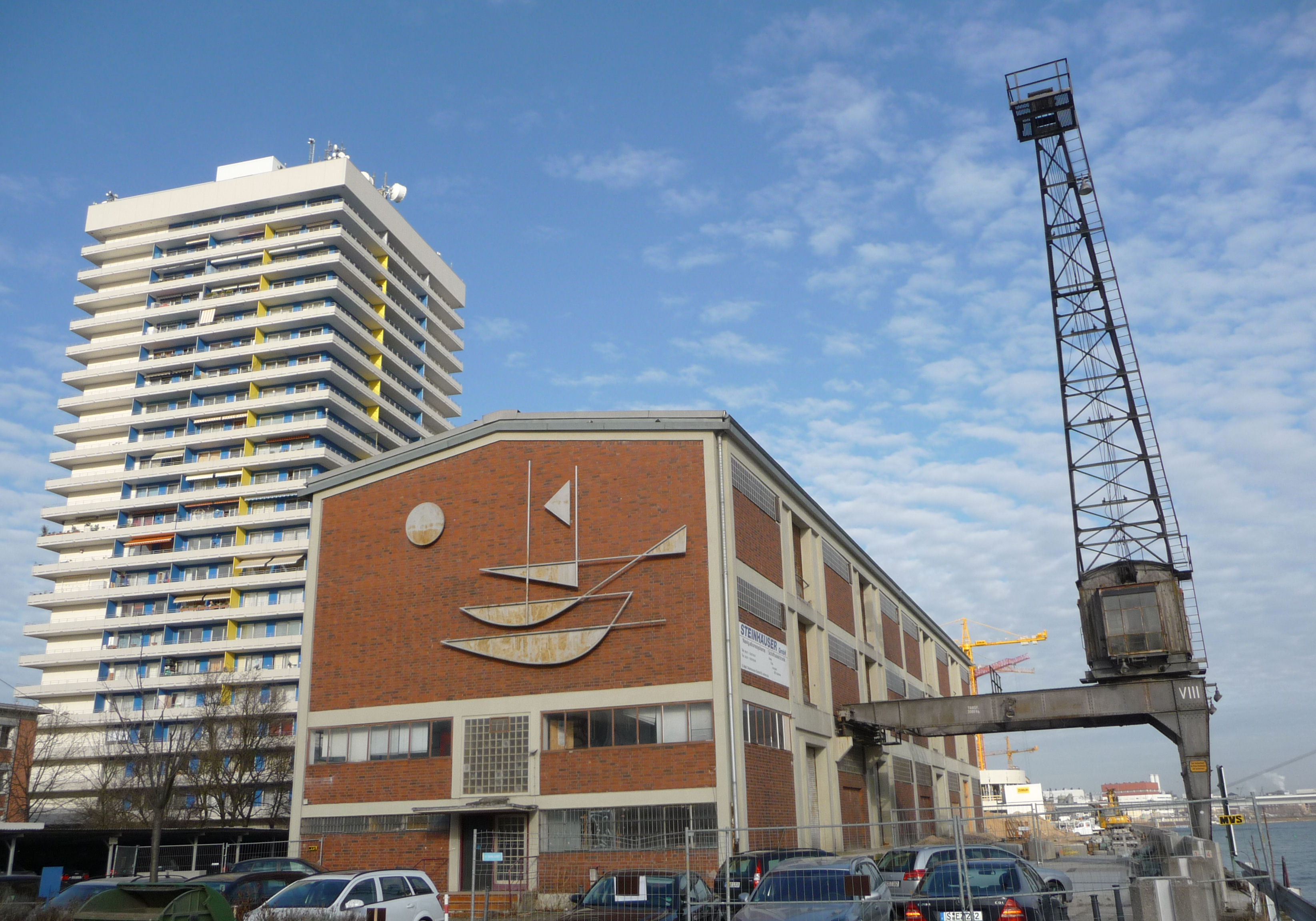
Zollhof-Hochhaus

Die Straße Im Zollhof führt am Rhein entlang und ist benannt nach der Verzollung im ehemaligen Rheinhafen. 
2009 wurde ein großer Teil des Geländes zum Einkaufszentrum Rhein-Galerie umgebaut und im September 2010 eröffnet.

## Industriestraße
67063 Ludwigshafen-Friesenheim
Die Industriestraße ist ein längerer Straßenzug im Stadtteil Friesenheim, der sich in nordwestlicher Richtung von der Bürgermeister-Grünzweig-Straße bis zur Sternstraße zieht. Er verläuft dabei weitgehend parallel zur Frankenthaler Straße, die in die Mannheimer Straße übergeht.
An der Industriestraße befinden sich zahlreiche Betriebe, darunter auch die Technischen Werke Ludwigshafen, Firma Sensus (früher POLLUX dann Spanner Pollux) Firma Raab Baustoffe, Firma Hilti, Firma Würth, Glas Mayer.

## Ingeborg-Bachmann-Straße
67067 Ludwigshafen
Ingeborg Bachmann war eine österreichische Schriftstellerin. Sie gilt als eine der bedeutendsten deutschsprachigen Lyrikerinnen und Prosaschriftstellerinnen des 20. Jahrhunderts.

## Ingeborg-Drewitz-Weg
67067 Ludwigshafen
Ingeborg Drewitz war eine Schriftstellerin. Sehr große Anerkennung fand nicht zuletzt ihr Engagement innerhalb von amnesty international sowie ihr Einsatz für Literaturprojekte von Inhaftierten, die z. B. durch ihre Herausgebertätigkeit Chancen bekamen, publiziert zu werden.

## Innsbrucker Weg
67067 Ludwigshafen-Gartenstadt
Innsbruck ist die Hauptstadt des österreichischen Bundeslandes Tirol. Der Straßenname steht im Kontext mit anderen Straßennamen in der Ernst-Reuter-Siedlung, die ebenfalls nach Orten in Österreich benannt sind.

## Inselstraße
67065 Ludwigshafen-Mundenheim
Die Inselstraße ist eine Straße im Mundenheimer Hafengebiet, die von der Shellstraße abzweigt und industriell geprägt ist.

## Irisstraße
67067 Ludwigshafen-Maudach

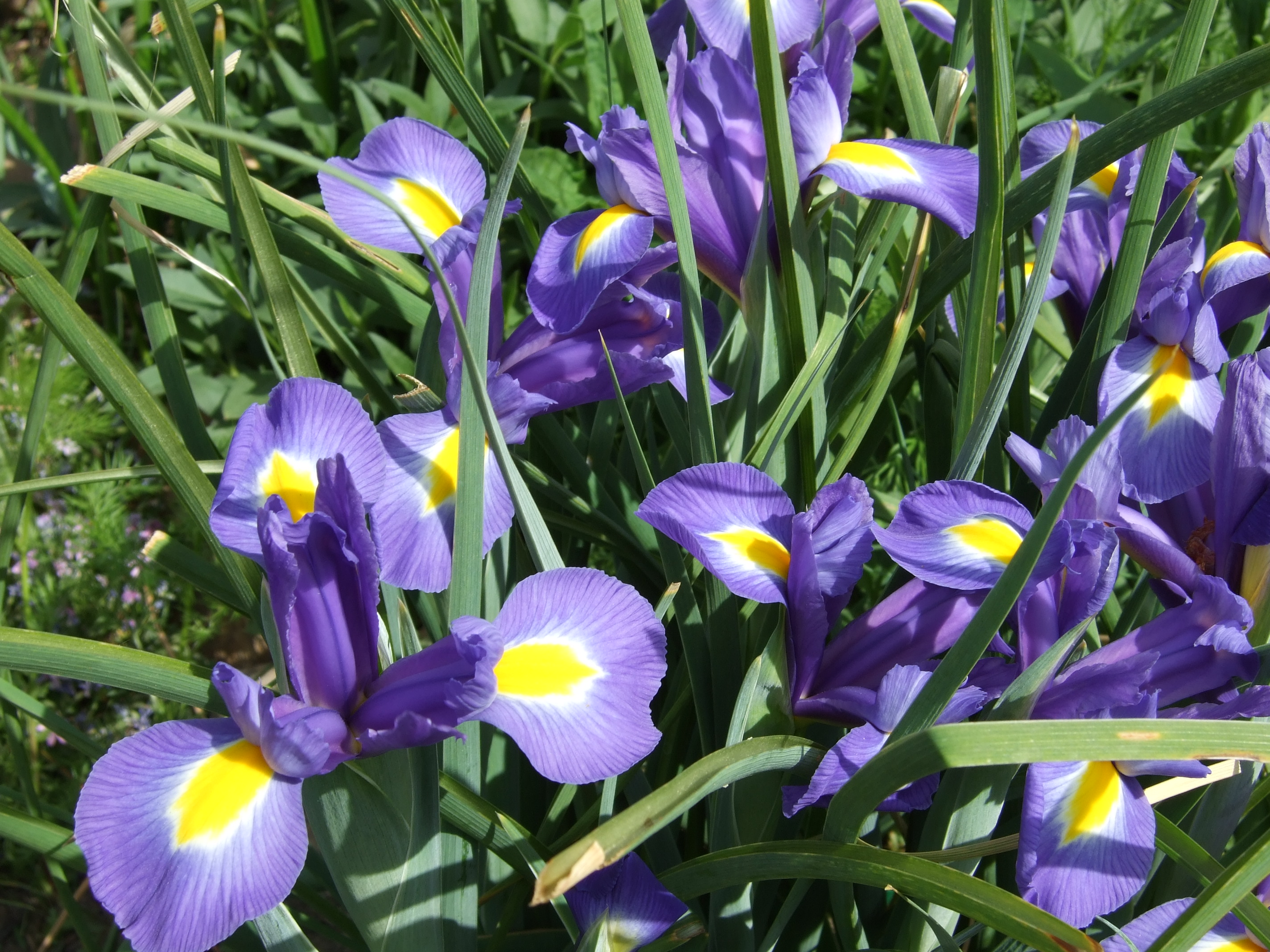
Iris

Die Schwertlilien (Iris) – im Deutschen wird die botanische Bezeichnung Iris oftmals beibehalten – bilden eine Pflanzengattung in der Familie der Schwertliliengewächse (Iridaceae). 
Der Straßenname steht im Kontext mit anderen Straßennamen im Norden Maudachs, die ebenfalls nach Blumen benannt sind.